# Walter Bäumer

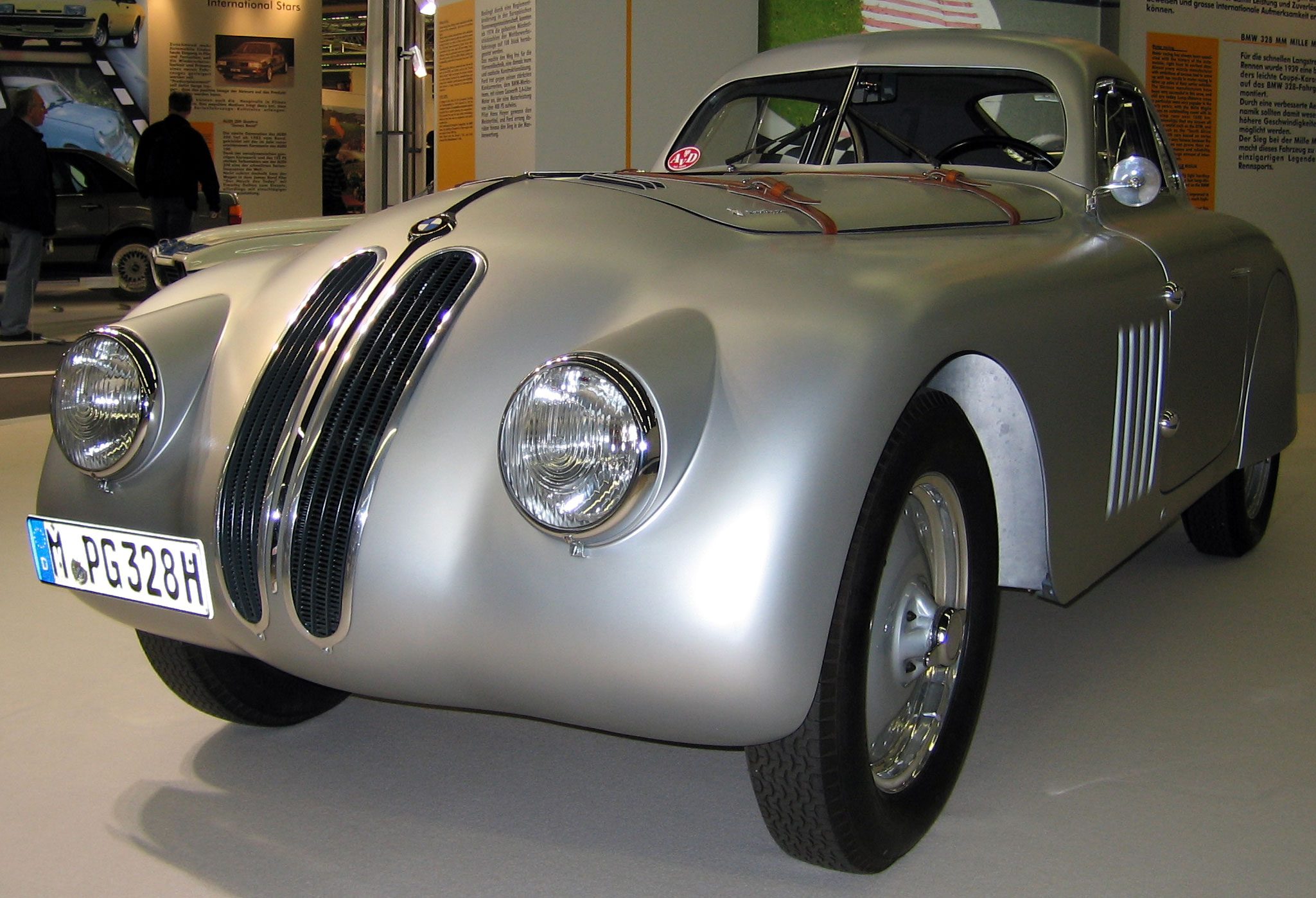
Das BMW 328 Touring-Coupé, mit dem von Hanstein/Bäumer 1940 die Ersatz-Mille-Miglia gewannen

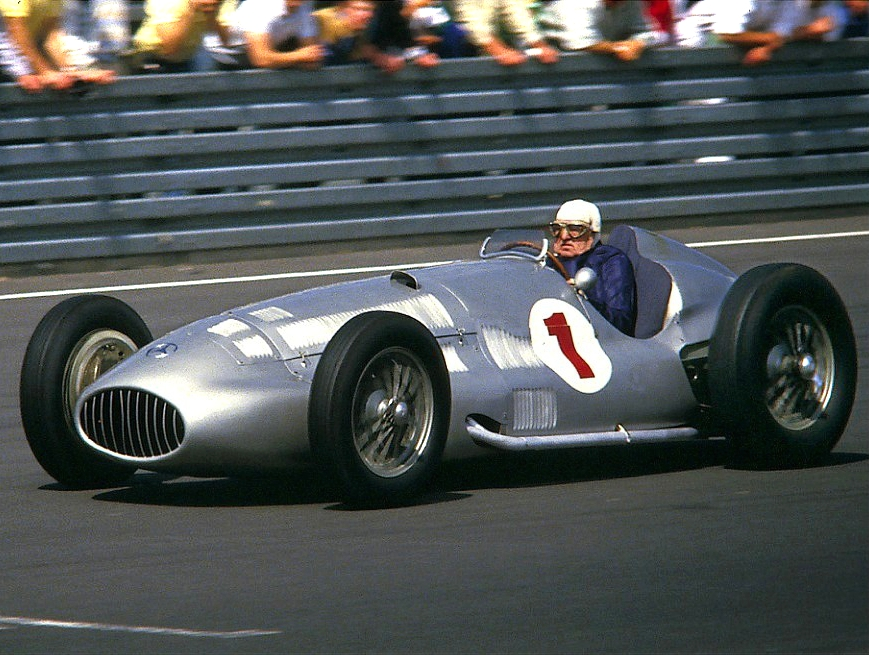
Hermann Lang 1986 im Mercedes-Benz W 154

Walter Bäumer (* 17. Oktober 1908 in Bünde; † 30. Juni 1941 in Herford) war ein deutscher Motorrad- und Automobilrennfahrer.

## Karriere
Bäumer machte eine kaufmännische Ausbildung und beendete als Motorradrennfahrer ab 1928 für NSU insgesamt zwölf verschiedene Rennen siegreich. Nach einem Unfall wendete er sich dem Automobilsport zu, wo er auf Dixi und BMW zum gefährlichsten Gegner des Eisenachers Robert „Bobby“ Kohlrausch wurde. Als er auf einem BMW 3/15 PS DA 3 Wartburg Autorennen bestritt, hatte Bäumer schnell den Spitznamen „Walter von der Wartburg“ weg. Zwischen 1933 und 1937 nahm er sehr erfolgreich an Bergrennen teil, wobei er zumeist auf Austin fuhr. Zwischen 1937 und 1939 war er Ersatzfahrer für Mercedes, kam für die Grand Prix von Deutschland (1937 und 1938) und der Schweiz (1938) allerdings nicht zum Einsatz, während er in den GP von Donington (1938) und Belgrad (1939) das Ziel nicht erreichte.
Bäumer war Mitglied des NSKK, was Voraussetzung für die Teilnahme an offiziellen Rennen war. Am 17. Juni 1937 beantragte er die Aufnahme in die NSDAP und wurde rückwirkend zum 1. Mai desselben Jahres aufgenommen (Mitgliedsnummer 5.654.878). Die Einziehung an die Front blieb ihm erspart, seinen Kriegsdienst leistete er als NSKK-Sturmführer in der Fahrbereitschaft ab, wohl im besetzten Frankreich.
Internationale Bekanntheit errang er 1940 durch den Gesamtsieg auf einem BMW 328 Touring-Coupé beim Großen Preis von Brescia (Gran Premio de Brescia della Mille Miglia), der wegen des schweren Unfalls im Jahre 1938 ausgetragenen Ersatzveranstaltung der Mille Miglia (über 9 Runden von jeweils ca. 165 km). Für diesen für die Machthaber der Zeit des Nationalsozialismus prestigeträchtigen Wettbewerb war Bäumer vom NSKK dazu verpflichtet worden, als Kopilot zusammen mit dem SS-Rennfahrer Fritz Huschke von Hanstein ein Gespann zu bilden, – allerdings war es Bäumer, der das Stromlinien-Coupé des Teams über die letzten drei Runden zum Sieg steuerte.
Walter Bäumer starb 32-jährig bei einem privaten Autounfall. Er fuhr in den frühen Morgenstunden des 30. Juni 1941 auf der Salzufler Straße in Herford in einen Graben, rammte dort einen Mast und erlitt einen Schädelbruch. Als Todeszeitpunkt wurde 2 Uhr 25 angegeben. Die Unfallumstände gelten als rätselhaft, es wurden zahlreiche Gerüchte verbreitet. Unter anderem wurde behauptet, Bäumer sei in Wirklichkeit bei einem Einsatz im besetzten Frankreich umgekommen. Jörg Militzer hat jedoch eine Reihe von Zeitzeugen befragt, die in der Nähe des Unfallorts lebten, und kann sich auch auf amtliche Dokumente stützen.

## Statistik

### Vorkriegs-Grands-Prix-Ergebnisse
| Saison | Team          | Wagen               | 1   | 2     | 3    | 4 | 5 | Punkte | Position |
| ------ | ------------- | ------------------- | --- | ----- | ---- | - | - | ------ | -------- |
| 1937   | Mercedes-Benz | Mercedes-Benz W 125 |     |       |      |   |   | —      | —        |
| 1937   | Mercedes-Benz | Mercedes-Benz W 125 | DNS |       |      |   |   | —      | —        |
| 1938   | Mercedes-Benz | Mercedes-Benz W 154 |     |       |      |   |   | —      | —        |
| 1938   | Mercedes-Benz | Mercedes-Benz W 154 |     | DNF 1 | 10 2 |   |   | —      | —        |
| 1939   | Mercedes-Benz | Mercedes-Benz W 154 |     |       |      |   |   | —      | —        |
| 1939   | Mercedes-Benz | Mercedes-Benz W 154 | DNS |       |      |   |   | —      | —        |

| Legende  | Legende                                                                   | Legende                                                                   | Legende   |
| Farbe    | Bedeutung                                                                 | Bedeutung                                                                 | EM-Punkte |
| -------- | ------------------------------------------------------------------------- | ------------------------------------------------------------------------- | --------- |
| Gold     | Sieg                                                                      | Sieg                                                                      | 1         |
| Silber   | 2. Platz                                                                  | 2. Platz                                                                  | 2         |
| Bronze   | 3. Platz                                                                  | 3. Platz                                                                  | 3         |
| Grün     | Klassifiziert, mehr als 75% der Renndistanz zurückgelegt                  | Klassifiziert, mehr als 75% der Renndistanz zurückgelegt                  | 4         |
| Blau     | nicht punkteberechtigt, zwischen 50% und 75% der Renndistanz zurückgelegt | nicht punkteberechtigt, zwischen 50% und 75% der Renndistanz zurückgelegt | 5         |
| Violett  | nicht punkteberechtigt, zwischen 25% und 50% der Renndistanz zurückgelegt | nicht punkteberechtigt, zwischen 25% und 50% der Renndistanz zurückgelegt | 6         |
| Rot      | nicht punkteberechtigt, weniger als 25% der Renndistanz zurückgelegt      | nicht punkteberechtigt, weniger als 25% der Renndistanz zurückgelegt      | 7         |
| Farbe    | Abkürzung                                                                 | Bedeutung                                                                 | EM-Punkte |
| Schwarz  | DSQ                                                                       | disqualifiziert (disqualified)                                            | 8         |
| Weiß     | DNS                                                                       | nicht gestartet (did not start)                                           | 8         |
| Weiß     | DNA                                                                       | nicht erschienen (did not arrive)                                         | 8         |
| sonstige | P/fett                                                                    | Pole-Position                                                             | 8         |
| sonstige | SR/kursiv                                                                 | Schnellste Rennrunde                                                      | 8         |
| sonstige | DNF                                                                       | Rennen nicht beendet (did not finish)                                     | 8         |